# 2025 en Israël
Chronologie d'Israël (en)
- 2021
- 2022
- 2023
- 2024
- 2025
- 2026
- 2027
- 2028
- 2029

Cette page concerne les évènements survenus en 2025 en Israël :

## Évènements
- Depuis le 7 octobre 2023 : Guerre entre Israël et le Hamas

### Janvier
- 19 janvier : 
  - l'entrée en vigueur à ce jour à 8 h 30 (heure locale) de l'accord de cessez-le-feu entre Israël et le Hamas est reportée par le retard du Hamas à fournir la liste des otages qui doivent être libérés[1]. cela implique la poursuite des bombardements israéliens sur Gaza qui fait huit morts[2]. La liste est enfin publiées par le Hamas avec deux heures de retard. Israël annonce l'arrêt des hostilités et l'entrée en vigueur officielle du cessez-le-feu à 11 h 15 (heure locale)[3].
  - trois otages israéliennes sont libérées dans l'après-midi en échange de 90 prisonniers palestiniens[4].
- 21 janvier : 
  - une opération militaire israélienne « anti-terrorriste » est lancée à Jénine en Cisjordanie occupée[5].
  - une seconde attaque au couteau — depuis l'accord de cessez-le-feu — fait cinq blessés à Tel-Aviv, l'assaillant est abattu par un civil armé. Une première attaque avait fait un blessé trois jours plus tôt dans la même ville[6].
- 25 janvier : quatre soldates de l'armée israélienne sont libérées contre 200 prisonniers palestiniens[7].
- 26 janvier : l'armée israélienne tue 15 manifestants dans le territoire occupé du Sud-Liban, venus exiger le retrait des forces israéliennes conformément à l'accord de cessez-le-feu conclu en novembre avec le Hezbollah[8].
- 30 janvier : trois otages israéliens et cinq otages thaïlandais sont libérés contre 110 prisonniers palestiniens[9].

### Février
- 5 février : le ministre israélien des Affaires étrangères, Gideon Sa'ar, annonce le retrait d'Israël du Conseil des droits de l'homme des Nations unies[10].
- 8 février : trois otages israéliens sont libérés contre 183 prisonniers palestiniens [11].
- 15 février : nouvelle libération de trois otages israéliens contre 369 prisonniers palestiniens[12].

## Sport
- Championnat d'Israël de football 2024-2025
- Championnat d'Israël de football 2025-2026
- Coupe d'Israël de football 2024-2025